# Marc-Kevin Goellner
Marc-Kevin Goellner (Rio de Janeiro, 22 settembre 1970) è un ex tennista tedesco.

## Biografia
Figlio di un diplomatico tedesco, Goellner ha vissuto a Rio de Janeiro, Tel Aviv e Sydney prima di tornare in Germania nel 1986. La sua migliore posizione nella classifica mondiale l'ha raggiunta nel 1994, piazzandosi al 26º posto.

## Statistiche

### Singolare

#### Vittorie (2)
| Legend (Singles)       |
| Grand Slam (0)         |
| Tennis Masters Cup (0) |
| ATP Masters Series (0) |
| ATP Tour (2)           |

| Numero | Data              | Torneo           | Superficie  | Avversario in finale | Punteggio      |
| 1.     | 12 aprile 1993    | ATP Nizza, Nizza | Terra rossa | Ivan Lendl           | 1–6, 6–4, 6–2  |
| 2.     | 30 settembre 1996 | Marbella, Spagna | Terra rossa | Àlex Corretja        | 7–6(4), 7–6(2) |

#### Finali perse (1)
| Numero | Data             | Torneo                     | Superficie  | Avversario in finale | Punteggio        |
| 1.     | 9 settembre 1996 | Bournemouth, Gran Bretagna | Terra rossa | Albert Costa         | 7–6(4), 2-6, 2-6 |